# 演歌師
演歌師（えんかし）は、明治末期ないし大正から昭和にかけての日本において、演歌を歌うことを職業とした芸人。

## 概説
もともとは、おもに大道を流し歩いて歌の歌詞を書き付けた歌本を販売するのが一般的であったが、後には座敷芸、寄席芸として歌を披露することも行なわれた。伴奏楽器としてはおもにヴァイオリンやアコーディオンが用いられ、自分で楽器を演奏しながら歌う形態が一般的であった。第二次世界大戦後になると、流しの異称、ないし、一形態として了解されるようになり、伴奏楽器もギターが用いられることが多くなった。

## おもな演歌師
- 添田唖蝉坊（1872年 - 1944年）
- 塩原秩峰（1880年 - 1937年）
- 東一声（1886年 - 1950年）
- 神長瞭月（1888年 - 1976年）- 演歌にヴァイオリンを最初に用いた[3]。
- 宮島郁芳（1894年 - 1972年） - 代表作に「金色夜叉」「馬賊の歌」など[4]。
- 鳥取春陽（1900年 - 1932年）
- 石田一松（1902年 - 1956年）
- 添田知道（1902年 - 1980年）- 添田唖蝉坊の長男、芸名は「添田さつき」。
- 桜井敏雄（1909年 - 1996年）-「最後の演歌師」と称された[5][6][7]。
- 岡大介（1978年 -  ）- カンカラ三線を使う。

## 継承の取り組み
なぎら健壱は、晩年の桜井敏雄の教えを受け、レパートリーの継承に取り組んでいる。ただし、演歌師の演奏形態や風俗などの復元の意図は示していない。
打楽器奏者の土取利行は、三味線伴奏により、添田父子作品の継承に取り組んでいる。
声優の片岡一郎は、活動弁士などの芸とともに、ヴァイオリン演歌の継承にも取り組んでいる。